# Isabel Edvardsson
Isabel Emilia Edvardsson, née le 22 juin 1982 à Göteborg, est une danseuse, chorégraphe, chanteuse, entrepreneure et animatrice suédoise.

## Biographie
Isabel Edvardsson danse depuis qu'elle a 13 ans. Elle a terminé ses études secondaires en danse contemporaine, la danse jazz et le ballet. De 2003 à 2014, elle a vécu à Brunswick. Elle y est professeur de danse avec la Braunschweig Dance Company, le Rot-Weiss-Klub Kassel et le TK Blau-Gold Leipzig. En tant que danseuse professionnelle, elle a célébré ses plus grands succès avec son partenaire de danse Marcus Weiß (de). Le 8 décembre 2007, ils ont mis fin à leur carrière professionnelle en remportant le Championnat d'Europe de ski acrobatique standard professionnel à Balingen. Ils ont atteint la 14e place du classement mondial.
En 2010, elle a fait partie du jury de la troisième saison de l'émission allemande Let's Dance aux côtés du styliste allemand Harald Glööckler, du chanteur autrichien Peter Kraus et du danseur allemand Joachim Llambi.

### Autres activités
Elle est envoyée en Irlande, aux côtés de la danseuse allemande Marta Arndt (de) pour apprendre la Danse irlandaise dans l'émission Llambis Tanzduell (de), une émission créée en 2019 par le danseur allemand Joachim Llambi,.

### Musique
Elle fait ses débuts dans la musique en mars 2016 avec le titre Tanzen ist träumen, disponible en téléchargement sur les plateformes légales.

## Vie privée
Isabel Edvardsson vit à Hambourg depuis 2014. Elle dirige une école de danse ADTV avec des emplacements à Hambourg et Ahrensburg. Depuis 2015, elle est mariée avec le danseur allemand Marcus Weiß (de),. En septembre 2017, le couple donne naissance à son premier enfant, un petit garçon, prénommé Mika.

### Let's danse

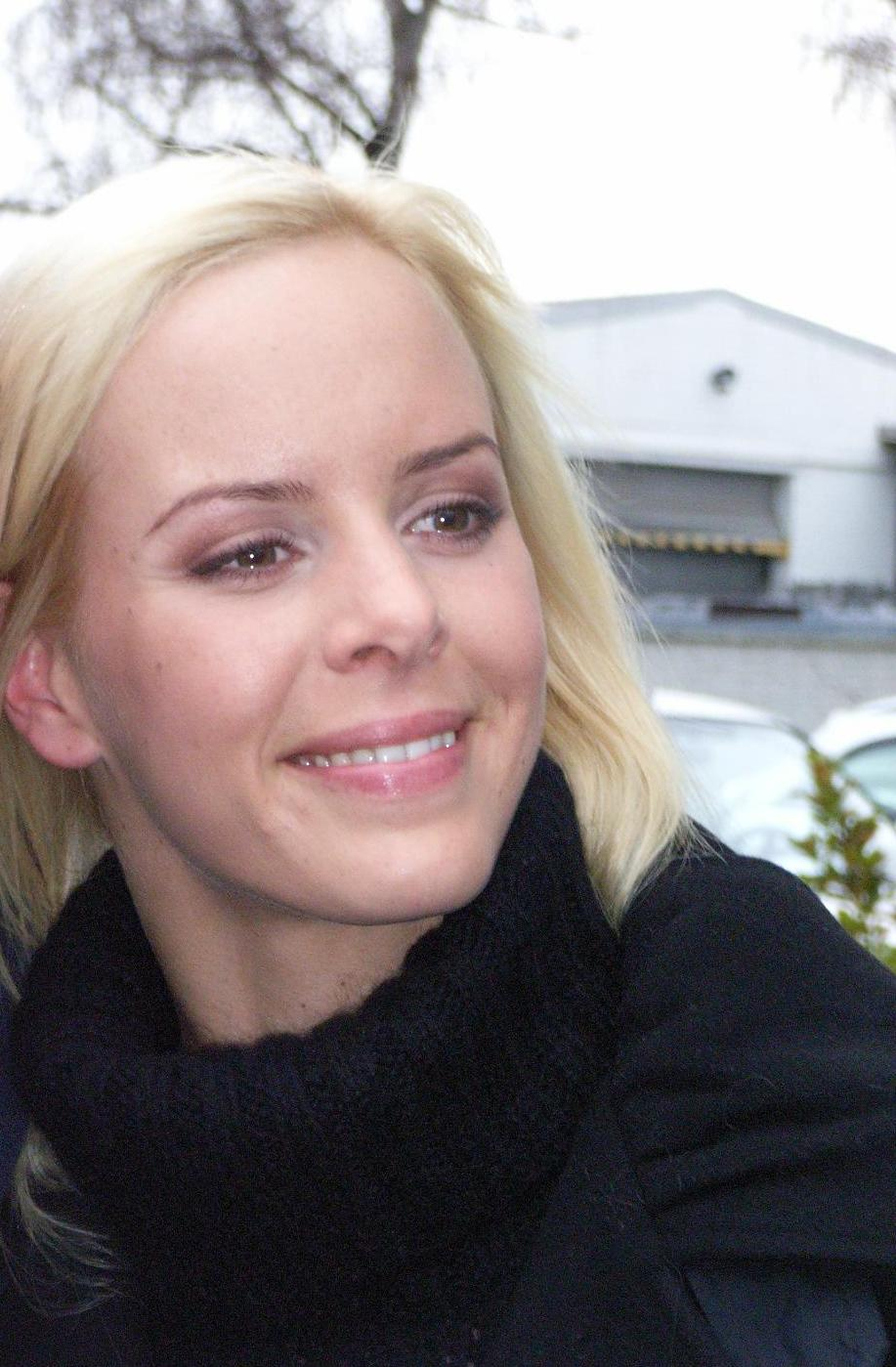
Isabel Edvardsson en 2009

Entre 2006 et 2020, Isabel Edvardsson a participé à l'émission allemande Let's Danse sur RTL douze fois, dont onze fois en tant que danseuse professionnelle et une fois en tant que juré. En 2019, après une pause bébé, elle y participe à nouveau en tant que danseuse. En 2011, elle a été membre du jury de l'édition suédoise de Let's Danse. Elle a eu pour partenaires : 
| Saison            | Partenaire            | Place                             |
| ----------------- | --------------------- | --------------------------------- |
| 1                 | Wayne Carpendale (de) | 01.                               |
| 2                 | Giovane Elber         | 03.                               |
| 4                 | Tim Lobinger          | 09.                               |
| 5                 | Patrick Lindner       | 06.                               |
| 6                 | Tetje Mierendorf (de) | 09.                               |
| Spécial Noël 2013 | Moritz A. Sachs (de)  | 03.                               |
| 7                 | Alexander Klaws       | 01.                               |
| 8                 | Detlef Steves (de)    | 10.                               |
| 9                 | Michael Wendler       | 09.                               |
| 10                | Maximilian Arland     | – (Participation jusqu'au tour 4) |
| 12                | Benjamin Piwko (de)   | 3.                                |
| 13                | Aílton                | 12.                               |

## Discographie

### Singles
- 2016 : Tanzen ist träumen

## Animation
- 2010 : Let's Dance (3e saison, Allemagne) : Juge
- 2011 : Let's Dance (6e saison, Suède) : Juge
- 2020 : Llambis Tanzduell (de)  (7e épisode,  1re saison) : Candidate